# Episodi di Dr. Sommerfeld - Neues vom Bülowbogen (terza stagione)
La terza stagione della serie televisiva Dr. Sommerfeld - Neues vom Bülowbogen è stata trasmessa in anteprima in Germania da Das Erste tra il 4 dicembre 1999 e il 20 maggio 2000.
| nº | Titolo originale            | Titolo italiano | Prima TV Germania | Prima TV Italia |
| -- | --------------------------- | --------------- | ----------------- | --------------- |
| 1  | Coming Out                  | inedito         | 4 dicembre 1999   | inedito         |
| 2  | Von Menschen und Tieren     | inedito         | 11 dicembre 1999  | inedito         |
| 3  | Die Eisprinzessin           | inedito         | 18 dicembre 1999  | inedito         |
| 4  | Blinde Passagiere           | inedito         | 8 gennaio 2000    | inedito         |
| 5  | Das wahre Leben             | inedito         | 15 gennaio 2000   | inedito         |
| 6  | Kein leichtes Los           | inedito         | 22 gennaio 2000   | inedito         |
| 7  | The Show Must Go on         | inedito         | 29 gennaio 2000   | inedito         |
| 8  | Letzte Rettung              | inedito         | 5 febbraio 2000   | inedito         |
| 9  | No Risk - No Fun            | inedito         | 12 febbraio 2000  | inedito         |
| 10 | Notlügen                    | inedito         | 19 febbraio 2000  | inedito         |
| 11 | Tochterpflichten            | inedito         | 26 febbraio 2000  | inedito         |
| 12 | Im Teufelskreis             | inedito         | 18 marzo 2000     | inedito         |
| 13 | Auge um Auge                | inedito         | 25 marzo 2000     | inedito         |
| 14 | Heimweh                     | inedito         | 1º aprile 2000    | inedito         |
| 15 | Wochenend und Sonnenschein  | inedito         | 8 aprile 2000     | inedito         |
| 16 | Eine fast unmögliche Liebe  | inedito         | 15 aprile 2000    | inedito         |
| 17 | Hinter verschlossenen Türen | inedito         | 22 aprile 2000    | inedito         |
| 18 | Keine Affäre                | inedito         | 29 aprile 2000    | inedito         |
| 19 | Der Traum vom Süden         | inedito         | 6 maggio 2000     | inedito         |
| 20 | Verdammt lang her           | inedito         | 13 maggio 2000    | inedito         |
| 21 | Abgerutscht                 | inedito         | 20 maggio 2000    | inedito         |